# Constituția Greciei din 1827
Constituția Greciei (1827) a fost adoptată în iunie 1827 de către a treia Adunare Națională de la Troezen la sfârșitul Războiului de Independență al Greciei. Prin aceasta se dorea ca Grecia să aibă un guvern stabil, care să respecte valorile democratice și ideile liberale, fiind prima care declară principiul suveranității populare „Suveranitatea aparține poporului; orice putere derivă din popor și există pentru popor”. Acest principiu democratic a fost repeteat în toate constituțiile grecești de după 1864.
Prin ea s-au stabilit o mai strictă separare a puterilor în stat și o centralizare a administrației. Guvernatorul nu mai avea dreptul de a dizolva parlamentul. 

## Legături externe
- Constituția Greciei (1827) în original